# 소돌해변

소돌해변

소돌해변은 강릉시 주문진읍 주문12리에 있는 길이 500m, 면적 35,000㎡의 해변이다. 소가 누워 있는 모양이라 하여 소돌이라는 이름으로 불렸다. 인근에는 주문진항·우암진항·오리진항 등이 있다.

## 복원사업
2000년대 중반부터 해안침식으로 인해 폭 30~40m의 백사장이 점차 사라져 관광객이 감소하였고, 2010년 해안도로가 무너지기도 했다. 강릉시는 2010년 9월 소돌해변 일대를 자연재해위험개선지구로 지정하고 2012년 하반기부터 복구 사업에 착수하였다. 90억원의 예산을 사용하여 백사장을 확장하였고, 모래 유출 저감시설을 설치하고 모래 3만㎥를 보충하였다.